# Treize martyrs d'Arad

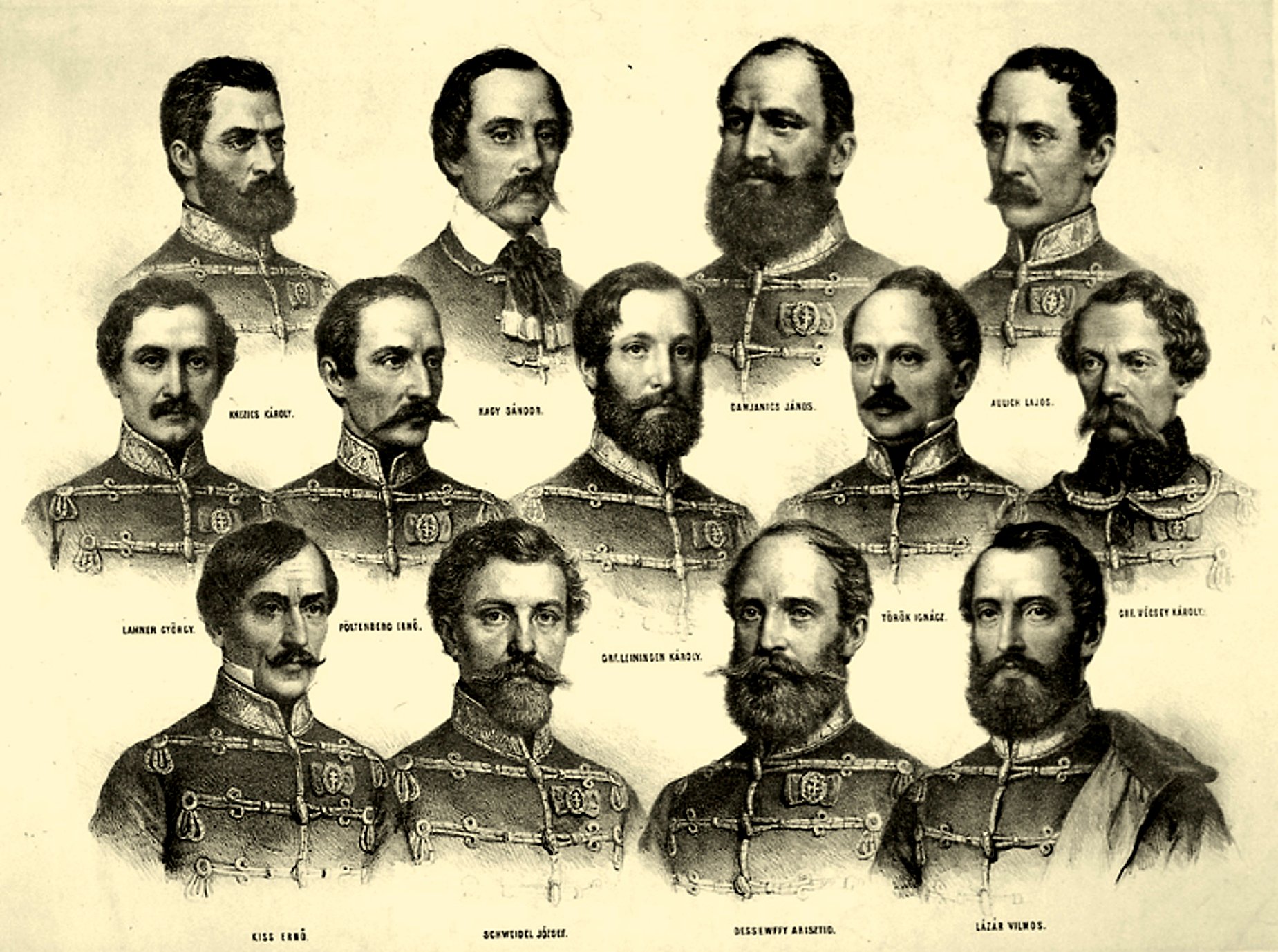
Les treize martyrs d'Arad, lithographie de Miklós Barabás.
Károly Knezić, József Nagysándor, János Damjanich, Lajos Aulich, György Lahner, Ernő Poeltenberg, Károly Leiningen-Westerburg, Ignác Török, Károly Vécsey, Ernő Kiss, József Schweidel, Arisztid Dessewffy, Vilmos Lázár

Les treize martyrs d'Arad (en hongrois : aradi vértanúk) sont treize généraux qui furent exécutés en 1849 à la suite de la révolution hongroise de 1848 contre le pouvoir des Habsbourg. Un discours de Lajos Kossuth fut enregistré sur un phonographe, en 1890, où il mentionnait les assassinats de la ville d'Arad, l'appelant le Golgotha.

## Contexte historique
Le royaume de Hongrie était aux mains des Habsbourg depuis la bataille de Mohács en 1526, où le roi hongrois fut déchu. Au fil des siècles suivants, les leaders nobles hongrois à l'instar des princes de Transylvanie Étienne II Bocskai et Gabriel Bethlen menèrent des mouvements indépendantistes contre les rois Habsbourg de Hongrie, afin de pouvoir réunifier le royaume hongrois sous le contrôle de la noblesse.
L'épanouissement du nationalisme hongrois au début du XIXe siècle engendra de nombreuses velléités patriotiques parmi la Hongrie, jusqu'à ce qu'apprenant les troubles advenus dans d'autres villes européennes, la révolution hongroise éclata le 15 mars contre les Habsbourg. Cette révolte hongroise, avec des fondements intellectuels et politiques, portée par des personnages comme Lajos Kossuth, Sándor Petőfi et Mór Jókai, se transforma rapidement en guerre d'indépendance.
Pendant plusieurs mois, Hongrois et soldats autrichiens envoyés par l'empereur depuis Vienne s'affrontèrent. Finalement, l'empereur François-Joseph Ier demanda de l'aide au tsar Nicolas Ier de Russie, dont les armées parvinrent à contrôler la Hongrie.
Le 6 octobre 1849, treize officiers hongrois furent condamnés à mort par les forces d'occupation autrichiennes. Cette date fut choisie à dessein, car elle marquait l'anniversaire de l'insurrection viennoise d'octobre 1848 et de l'exécution de Theodor Baillet von Latour, signalant de manière symbolique la suprématie retrouvée du pouvoir autrichien.
L'exécution des militaires hongrois signifia la déroute finale de la guerre d'indépendance et la consolidation du pouvoir de l'empire d'Autriche sur la Hongrie. Cependant, des décennies plus tard, les guerres contre la Prusse affaiblirent le pouvoir autrichien et permirent à la noblesse hongroise d'exercer une pression. De cette manière en 1867 fut signé l'accord qui établit l'empire d'Autriche-Hongrie.

## Exécution des officiers

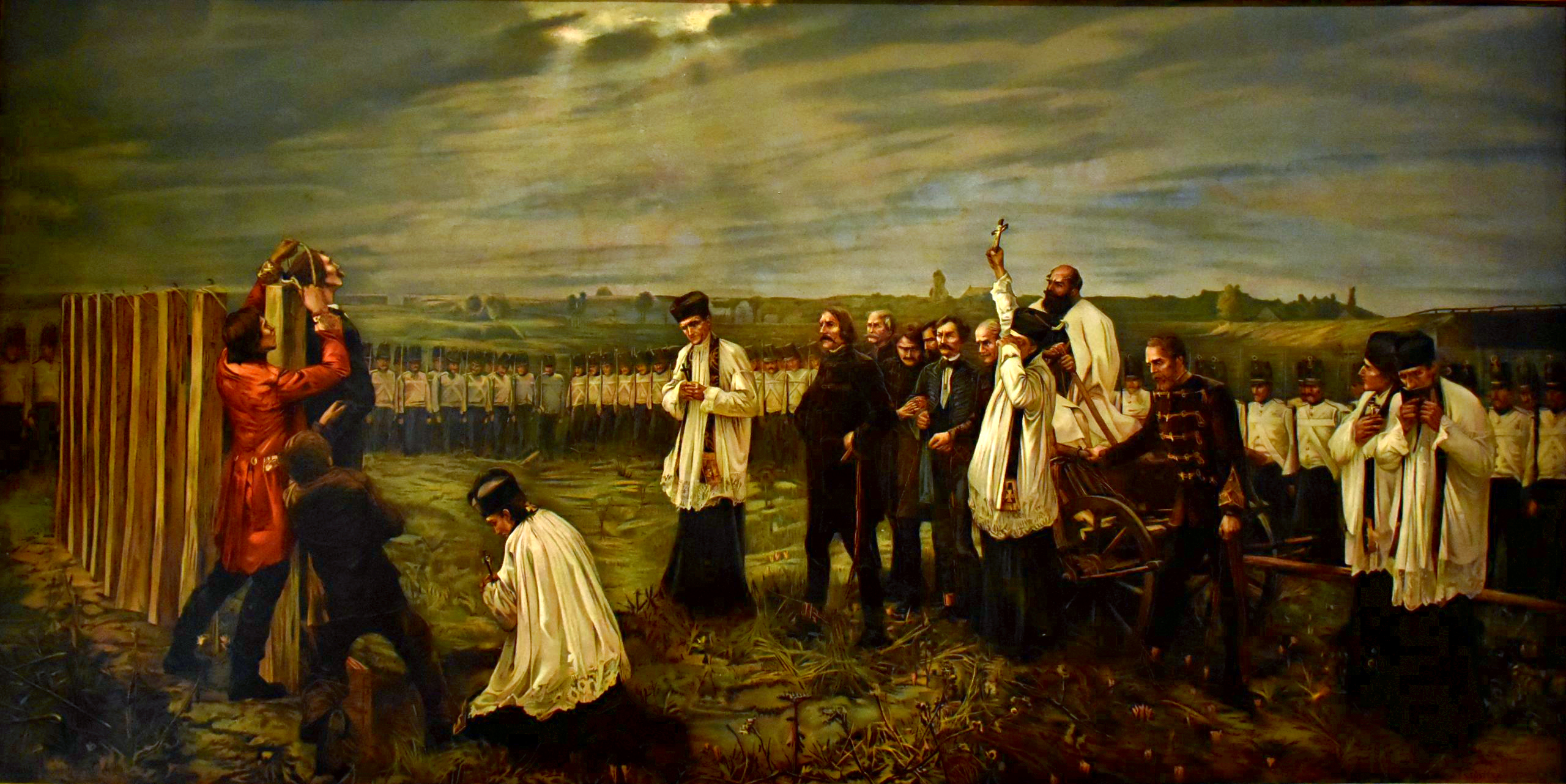
Exécution des martyrs d'Arad, par János Thorma.

L'exécution et tout le processus qui l'entoura furent coordonnés par le général autrichien Julius Jacob von Haynau aux environs de la ville d'Arad (Roumanie actuelle).
Fusillés (avant 5 h 30 du matin) :
- 1. Vilmos Lázár
- 2. Arisztid Dessewffy
- 3. Ernő Kiss
- 4. Jósef Schweidel

Pendus (peu après 6 h du matin) :
- 5.  Ernő Poeltenberg
- 6.  Ignác Török
- 7.  György Lahner
- 8.  Károly Knezić
- 9.  József Nagysándor
- 10. Károly Leiningen-Westerburg
- 11. Lajos Aulich
- 12. János Damjanich
- 13. Károly Vécsey